# Neuendorf b. Elmshorn
Neuendorf b. Elmshorn är en kommun i Kreis Steinburg i förbundslandet Schleswig-Holstein i Tyskland.
Kommunen ingår i kommunalförbundet Amt Horst-Herzhorn tillsammans med ytterligare 11 kommuner.